# Volkswagen Golf VII
El Volkswagen Golf VII (también conocido como Golf 7 o Golf Mk7), es el sucesor del Volkswagen Golf VI, y fue presentado por vez primera en Berlín el 4 de septiembre de 2012 antes de su lanzamiento al público en general en el Salón del Automóvil de París de 2012 a finales de ese mismo mes. El Golf 7 utiliza la misma Plataforma MQB que la tercera generación del Audi A3, del SEAT León y del Škoda Octavia. El 4 de marzo de 2013, se anunció que el Golf 7 es el automóvil ganador del premio del Coche del Año en Europa, siendo el tercer producto de la marca Volkswagen en lograr dicho nombramiento.
Los motores diésel de este vehículo, hasta 2015, forman parte del Escándalo de las emisiones de Volkswagen. Sus emisiones son mayores que las oficialmente documentadas y puede incurrir en impuestos medioambientales superiores en determinados países.

## Características Generales
En comparación con la generación anterior, el Golf VII tiene un interior más amplio, con mayor espacio para los hombros tanto adelante como atrás, un espacio incrementado para las piernas y un maletero de mayor capacidad. El Golf 7 presenta varias innovaciones en sistemas de seguridad, mismas que incluyen un sistema de frenado anti colisiones múltiples que detiene automáticamente al coche después de una primera colisión para evitar una segunda colisión, un control de crucero adaptable que incluye una función de frenado de emergencia, un asistente para permanecer en un mismo carril, un detector de fatiga del conductor, un sistema de reconocimiento de señales de tráfico y un sistema de estacionamiento automático.
En el apartado mecánico, todos los Golf VII vienen equipados con un sistema Start-Stop. Las opciones de motorización al momento de su presentación incluyen motores de gasolina de 1.2 y 1.4 litros TSI, con 85 CV (63 kilovatios) SAE y 150 CV (110 kilovatios) SAE, respectivamente, así como motores 1.6 y 2.0 litros Turbodiésel TDI, con potencias de 105 CV (77 kilovatios) SAE y 150 CV (110 kilovatios) SAE, respectivamente. El motor 1.6 TDI con tecnología BlueMotion tiene un consumo combinado de 3.2 litros de gasóleo por cada 100 km y unas emisiones de CO2 de 85 g (3 onzas)/km.
En su lanzamiento el Golf VII está disponible como hatchback de 3 y 5 puertas, más adelante están contemplados los lanzamientos de una variante Golf Plus hatchback sobre elevado de 5 puertas, tal y como ha estado presente en el Golf V y en el Golf VI, así como una versión Golf Variant de 5 puertas, una versión coupé liftback de 5 puertas "Golf CC", el Golf Cabriolet, y las ya acostumbradas versiones Golf GTI y Golf R de altas prestaciones.
Aunque inicialmente el Golf VII se produce en dos distintas plantas alemanas de Volkswagen (Wolfsburg y Mosel-Zwickau), se confirmó en febrero de 2013, que para el primer trimestre de 2014, la producción comenzará en la planta de Puebla de Volkswagen de México para surtir al continente americano, reemplazando así al Golf IV, que todavía produce Volkswagen do Brasil. Además, están bajo consideración algunas de las plantas en la República Popular China para producirlo.
En marzo de 2013, aprovechando el Salón del Automóvil de Ginebra, se presentaron la ya tradicional carrocería familiar, el Golf Variant, así como la versión de producción del Golf GTI, que ahora presenta una mecánica básica con 220 CV (162 kilovatios) a partir de su motor 2.0 TSI, y un paquete de "performance", con el cual se alcanzan 230 CV (169 kilovatios).
El 27 de marzo de 2013, en ocasión del Salón del Automóvil de Nueva York, se presentó el Volkswagen Golf VII para Norteamérica, que conserva la mayoría de las características del modelo alemán, y adoptando un nuevo motor 1.8 L TSI con 180 CV (132 kilovatios) producido en la nueva planta de motores de Silao, Guanajuato en México.
Tiene un defecto que hace que se acumule el agua que genera el aire acondicionado en el reposapie del pasajero.

## Motorizaciones
| Motores de gasolina                            | Motores de gasolina                               | Motores de gasolina                               | Motores de gasolina                               | Motores de gasolina                               | Motores de gasolina                               | Motores de gasolina                               | Motores de gasolina                               | Motores de gasolina                               | Motores de gasolina                               | Motores de gasolina                               | Motores de gasolina                               | Motores de gasolina                                         | Motores de gasolina                                         | Motores de gasolina                               | Motores de gasolina                               | Motores de gasolina                                           | Motores de gasolina                                           | Motores de gasolina                                           | Motores de gasolina                               | Motores de gasolina                               | Motores de gasolina                               | Motores de gasolina                               | Motores de gasolina                               |
|                                                | 1.0 TSI                                           | 1.0 TSI                                           | 1.0 TSI                                           | 1.2 TSI                                           | 1.2 TSI                                           | 1.2 TSI                                           | 1.4 TGI                                           | 1.4 TSI                                           | 1.4 TSI                                           | 1.4 TSI (ACT)                                     | 1.4 TSI (ACT)                                     | 1.5 TSI (ACT)                                               | 1.5 TSI (ACT)                                               | 1.8 TSI                                           | 1.8 TSI                                           | 2.0 TSI (GTI)                                                 | 2.0 TSI (GTI)                                                 | 2.0 TSI (GTI Performance)                                     | 2.0 TSI (GTI Performance)                         | 2.0 TSI (GTI Clubsport)                           | 2.0 TSI (GTI Clubsport S)                         | 2.0 TSI (R)                                       | 2.0 TSI (R)                                       |
| ---------------------------------------------- | ------------------------------------------------- | ------------------------------------------------- | ------------------------------------------------- | ------------------------------------------------- | ------------------------------------------------- | ------------------------------------------------- | ------------------------------------------------- | ------------------------------------------------- | ------------------------------------------------- | ------------------------------------------------- | ------------------------------------------------- | ----------------------------------------------------------- | ----------------------------------------------------------- | ------------------------------------------------- | ------------------------------------------------- | ------------------------------------------------------------- | ------------------------------------------------------------- | ------------------------------------------------------------- | ------------------------------------------------- | ------------------------------------------------- | ------------------------------------------------- | ------------------------------------------------- | ------------------------------------------------- |
| Período                                        | 2017-presente                                     | 2016-presente                                     | 2015-2016                                         | 2012-2017                                         | 2012-2014                                         | 2014-2017                                         | 2013-presente                                     | 2012-2014                                         | 2014-presente                                     | 2012-2014                                         | 2014-2017                                         | 2017-presente                                               | 2017-presente                                               | 2014-2015                                         | 2015-presente                                     | 2013-presente                                                 | 2017-presente                                                 | 2013-2017                                                     | 2017-presente                                     | 2016-2017                                         | 2016-2017                                         | 2013-2017                                         | 2017-presente                                     |
| Identificación del motor                       | CHZK                                              | CHZC                                              | CHZD                                              | CJZB                                              | CJZA                                              | CYVB                                              | CPWA                                              | CMBA/CPVA                                         | CZCA                                              | CHPA/CPTA                                         | CZEA/CZDA                                         | DACA                                                        | DADA                                                        | -                                                 | CJSB                                              | CHHB                                                          | CHHA                                                          | CHHA                                                          | DLBA                                              | CJXE                                              | CJXG                                              | CJXC                                              | CJXG, DJHA                                        |
| Tipo de motor                                  | L3 12v, inyección directa, turbo, intercooler     | L3 12v, inyección directa, turbo, intercooler     | L3 12v, inyección directa, turbo, intercooler     | L4 16v, inyección directa, turbo, intercooler     | L4 16v, inyección directa, turbo, intercooler     | L4 16v, inyección directa, turbo, intercooler     | L4 16v, inyección directa, turbo, intercooler     | L4 16v, inyección directa, turbo, intercooler     | L4 16v, inyección directa, turbo, intercooler     | L4 16v, inyección directa, turbo, intercooler     | L4 16v, inyección directa, turbo, intercooler     | L4 16v, inyección directa, Ciclo Miller, turbo, intercooler | L4 16v, inyección directa, Ciclo Miller, turbo, intercooler | L4 16v, inyección directa, turbo, intercooler     | L4 16v, inyección directa, turbo, intercooler     | L4 16v, inyección directa, turbo, intercooler                 | L4 16v, inyección directa, turbo, intercooler                 | L4 16v, inyección directa, turbo, intercooler                 | L4 16v, inyección directa, turbo, intercooler     | L4 16v, inyección directa, turbo, intercooler     | L4 16v, inyección directa, turbo, intercooler     | L4 16v, inyección directa, turbo, intercooler     | L4 16v, inyección directa, turbo, intercooler     |
| Diámetro x carrera                             | 74,5 mm (2,93 pulgadas) x 76,4 mm (3,01 pulgadas) | 74,5 mm (2,93 pulgadas) x 76,4 mm (3,01 pulgadas) | 74,5 mm (2,93 pulgadas) x 76,4 mm (3,01 pulgadas) | 71 mm (2,80 pulgadas) x 75,6 mm (2,98 pulgadas)   | 71 mm (2,80 pulgadas) x 75,6 mm (2,98 pulgadas)   | 71 mm (2,80 pulgadas) x 75,6 mm (2,98 pulgadas)   | 74,5 mm (2,93 pulgadas) x 80 mm (3,15 pulgadas)   | 74,5 mm (2,93 pulgadas) x 80 mm (3,15 pulgadas)   | 74,5 mm (2,93 pulgadas) x 80 mm (3,15 pulgadas)   | 74,5 mm (2,93 pulgadas) x 80 mm (3,15 pulgadas)   | 74,5 mm (2,93 pulgadas) x 80 mm (3,15 pulgadas)   | 74,5 mm (2,93 pulgadas) x 85,9 mm (3,38 pulgadas)           | 74,5 mm (2,93 pulgadas) x 85,9 mm (3,38 pulgadas)           | 82,5 mm (3,25 pulgadas) x 84,1 mm (3,31 pulgadas) | 82,5 mm (3,25 pulgadas) x 84,1 mm (3,31 pulgadas) | 82,5 mm (3,25 pulgadas) x 92,8 mm (3,65 pulgadas)             | 82,5 mm (3,25 pulgadas) x 92,8 mm (3,65 pulgadas)             | 82,5 mm (3,25 pulgadas) x 92,8 mm (3,65 pulgadas)             | 82,5 mm (3,25 pulgadas) x 92,8 mm (3,65 pulgadas) | 82,5 mm (3,25 pulgadas) x 92,8 mm (3,65 pulgadas) | 82,5 mm (3,25 pulgadas) x 92,8 mm (3,65 pulgadas) | 82,5 mm (3,25 pulgadas) x 92,8 mm (3,65 pulgadas) | 82,5 mm (3,25 pulgadas) x 92,8 mm (3,65 pulgadas) |
| Cilindrada                                     | 999 cm³                                           | 999 cm³                                           | 999 cm³                                           | 1197 cm³                                          | 1197 cm³                                          | 1197 cm³                                          | 1395 cm³                                          | 1395 cm³                                          | 1395 cm³                                          | 1395 cm³                                          | 1395 cm³                                          | 1498 cm³                                                    | 1498 cm³                                                    | 1798 cm³                                          | 1798 cm³                                          | 1984 cm³                                                      | 1984 cm³                                                      | 1984 cm³                                                      | 1984 cm³                                          | 1984 cm³                                          | 1984 cm³                                          | 1984 cm³                                          | 1984 cm³                                          |
| Relación de compresión                         | 10.5:1                                            | 10.5:1                                            | 10.5:1                                            | 10.5:1                                            | 10.5:1                                            | 10.5:1                                            | 10.5:1                                            | 10.5:1                                            | 10.5:1                                            | 10.5:1                                            | 10.5:1                                            | 10.5:1                                                      | 10.5:1                                                      | 9.6:1                                             | 9.6:1                                             | 9.6:1                                                         | 9.6:1                                                         | 9.3:1                                                         | 9.3:1                                             | 9.3:1                                             | 9.3:1                                             | 9.3:1                                             | 9.3:1                                             |
| Potencia máxima @ rpm:                         | 86 CV (63 kilovatios) @ 5000-5500                 | 110 CV (81 kilovatios) @ 5000-5500                | 115 CV (85 kilovatios) @ 5000-5500                | 86 CV (63 kilovatios) @ 4300-5300                 | 105 CV (77 kilovatios) @ 5000                     | 110 CV (81 kilovatios) @ 4600-5600                | 110 CV (81 kilovatios) @ 4800-6000                | 122 CV (90 kilovatios) @ 5000                     | 125 CV (92 kilovatios) @ 5000-6000                | 140 CV (103 kilovatios) @ 4500-6000               | 150 CV (110 kilovatios) @ 5000-6000               | 130 CV (96 kilovatios) @ 5000-6000                          | 150 CV (110 kilovatios) @ 5000-6000                         | 172 CV (127 kilovatios) @ 4800-6200               | 180 CV (132 kilovatios) @ 4500-6200               | 220 CV (162 kilovatios) @ 4500-6200                           | 230 CV (169 kilovatios) @ 4700-6200                           | 230 CV (169 kilovatios) @ 4700-6200                           | 245 CV (180 kilovatios) @ 5000-6200               | 265 CV (195 kilovatios) @ 5350-6600               | 310 CV (228 kilovatios) @ 5500-6500               | 300 CV (221 kilovatios) @ 5500-6200               | 310 CV (228 kilovatios) @ 5500-6500               |
| Par máximo @ rpm:                              | 175 Nm @ 2000-3000                                | 200 Nm @ 2000-3500                                | 200 Nm @ 2000-3500                                | 160 Nm @ 1400-3500                                | 175 Nm @ 1400-4100                                | 175 Nm @ 1400-4000                                | 200 Nm @ 1500-3500                                | 200 Nm @ 1400-4000                                | 200 Nm @ 1400-4000                                | 250 Nm @ 1500-3500                                | 250 Nm @ 1500-3500                                | 200 Nm @ 1400-4000                                          | 250 Nm @ 1500-3500                                          | 270 Nm @ 1600-4200                                | 280 Nm @ 1350-4500                                | 350 Nm @ 1500-4400                                            | 350 Nm @ 1500-4600                                            | 350 Nm @ 1500-4600                                            | 370 Nm @ 1600-4300                                | 350 Nm @ 1700-5300                                | 380 Nm @ 1700-5300                                | 380 Nm @ 1800-5500                                | 400 Nm @ 1580-5500                                |
| Tracción                                       | Delantera                                         | Delantera                                         | Delantera                                         | Delantera                                         | Delantera                                         | Delantera                                         | Delantera                                         | Delantera                                         | Delantera                                         | Delantera                                         | Delantera                                         | Delantera                                                   | Delantera                                                   | Total (4Motion)                                   | Delantera                                         | Delantera                                                     | Delantera                                                     | Delantera                                                     | Delantera                                         | Delantera                                         | Delantera                                         | Total (4Motion)                                   | Total (4Motion)                                   |
| Transmisión                                    | Manual, 5 velocidades                             | Manual, 6 velocidades / Automática, 7 velocidades | Manual, 5 velocidades                             | Manual, 6 velocidades / Automática, 7 velocidades | Manual, 6 velocidades / Automática, 7 velocidades | Manual, 6 velocidades / Automática, 7 velocidades | Manual, 6 velocidades / Automática, 7 velocidades | Manual, 6 velocidades / Automática, 7 velocidades | Manual, 6 velocidades / Automática, 7 velocidades | Manual, 6 velocidades / Automática, 7 velocidades | Manual, 6 velocidades / Automática, 7 velocidades | Manual, 6 velocidades / Automática, 7 velocidades           | Manual, 6 velocidades / Automática 7 velocidades            | Automática, 6 velocidades                         | Manual, 6 velocidades / Automática, 6 velocidades | Manual, 6 velocidades / Automática, 6 velocidades             | Manual, 6 velocidades / Automática, 6 velocidades             | Manual, 6 velocidades / Automática, 6 velocidades             | Manual, 6 velocidades / Automática, 7 velocidades | Manual, 6 velocidades / Automática, 6 velocidades | Manual, 6 velocidades                             | Manual, 6 velocidades / Automática, 6 velocidades | Manual, 6 velocidades / Automática, 7 velocidades |
| Peso                                           | 1206 kg (2659 libras)                             | 1216 kg (2681 libras)-1236 kg (2725 libras)       | 1232 kg (2716 libras)                             | 1205 kg (2657 libras)                             | 1210 kg (2668 libras)-1229 kg (2709 libras)       | 1210 kg (2668 libras)-1229 kg (2709 libras)       | 1382 kg (3047 libras)-1395 kg (3075 libras)       | 1225 kg (2701 libras)-1249 kg (2754 libras)       | 1225 kg (2701 libras)-1249 kg (2754 libras)       | 1268 kg (2795 libras)-1290 kg (2844 libras)       | 1268 kg (2795 libras)-1290 kg (2844 libras)       | 1280 kg (2822 libras)-1322 kg (2915 libras)                 | 1294 kg (2853 libras)-1317 kg (2903 libras)                 | 1342 kg (2959 libras)                             | 1540 kg (3395 libras)                             | 1351 kg (2978 libras)-1370 kg (3020 libras)                   | 1364 kg (3007 libras)-1386 kg (3056 libras)                   | 1382 kg (3047 libras)-1402 kg (3091 libras)                   | 1387 kg (3058 libras)                             | 1375 kg (3031 libras)-1395 kg (3075 libras)       | 1360 kg (2998 libras)                             | 1476 kg (3254 libras)                             | 1483 kg (3269 libras)-1505 kg (3318 libras)       |
| Aceleración de 0-100 km/h (62 millas por hora) | 11.9 s                                            | 9.9 s                                             | 9.7 s                                             | 11.9 s                                            | 10.2 s                                            | 9.2 s                                             | 10.9 s                                            | 9.3 s                                             | 9.1 s                                             | 8.4 s                                             | 8.2 s                                             | 9.1 s                                                       | 8.3 s                                                       | 7.6 s                                             | 7.8 s                                             | 6.5 s                                                         | 6.4 s                                                         | 6.4 s                                                         | 6.2 s                                             | 6.3 s                                             | 5.8 s                                             | 4.9-5.1 s                                         | 4.6-5.1 s                                         |
| Velocidad máxima                               | 180 km/h (112 millas por hora)                    | 196 km/h (122 millas por hora)                    | 204 km/h (127 millas por hora)                    | 179 km/h (111 millas por hora)                    | 192 km/h (119 millas por hora)                    | 195 km/h (121 millas por hora)                    | 194 km/h (121 millas por hora)                    | 203 km/h (126 millas por hora)                    | 204 km/h (127 millas por hora)                    | 212 km/h (132 millas por hora)                    | 216 km/h (134 millas por hora)                    | 210 km/h (130 millas por hora)                              | 216 km/h (134 millas por hora)                              | 209 km/h (130 millas por hora)                    | 217 km/h (135 millas por hora)                    | 244 km/h (152 millas por hora)-246 km/h (153 millas por hora) | 248 km/h (154 millas por hora)-250 km/h (155 millas por hora) | 248 km/h (154 millas por hora)-250 km/h (155 millas por hora) | 250 km/h (155 millas por hora)                    | 250 km/h (155 millas por hora)                    | 250 km/h (155 millas por hora)                    | 250 km/h (155 millas por hora)                    | 250 km/h (155 millas por hora)                    |
| Consumo combinado (L/100 km)                   | 4.8-4.9                                           | 4.7-4.9                                           | 4.3                                               | 4.9                                               | 4.8-4.9                                           | 4.9                                               | 5.1-5.3 (3.4-3.5 kg GNC)                          | 5.0-5.2                                           | 5.0-5.2                                           | 4.8                                               | 4.9-5.0                                           | 4.7-5.2                                                     | 5.0-5.2                                                     | 7.8                                               | 6.8                                               | 6.0-6.4                                                       | 6.0-6.4                                                       | 6.0-6.4                                                       | 6.3-6.6                                           | 6.9-7.0                                           | 7.4                                               | 6.9-7.1                                           | 7.0-7.1                                           |

| Periodo                                        | 2013-presente                                                 | 2012-2014                                                     | 2013-2017                                                                 | 2017-presente                                                 | 2012-2014                                                                     | 2014-presente                                                                 | 2013-presente                                                                 |
| Identificación del motor                       | CRKA, CLHB                                                    | CLHA                                                          | CRKB                                                                      | DDYA                                                          | CRBC, CRLB, CRBB                                                              | CRMB, DCYA, DEJA, CRLB                                                        | CUNA                                                                          |
| Tipo de motor                                  | L4 16v, inyección directa por common-rail, turbo, intercooler | L4 16v, inyección directa por common-rail, turbo, intercooler | L4 16v, inyección directa por common-rail, turbo, intercooler             | L4 16v, inyección directa por common-rail, turbo, intercooler | L4 16v, inyección directa por common-rail, turbo, intercooler                 | L4 16v, inyección directa por common-rail, turbo, intercooler                 | L4 16v, inyección directa por common-rail, turbo, intercooler                 |
| Diámetro x carrera                             | 79,5 mm (3,13 pulgadas) x 80,5 mm (3,17 pulgadas)             | 79,5 mm (3,13 pulgadas) x 80,5 mm (3,17 pulgadas)             | 79,5 mm (3,13 pulgadas) x 80,5 mm (3,17 pulgadas)                         | 79,5 mm (3,13 pulgadas) x 80,5 mm (3,17 pulgadas)             | 81 mm (3,19 pulgadas) x 95,5 mm (3,76 pulgadas)                               | 81 mm (3,19 pulgadas) x 95,5 mm (3,76 pulgadas)                               | 81 mm (3,19 pulgadas) x 95,5 mm (3,76 pulgadas)                               |
| Cilindrada                                     | 1598 cm³                                                      | 1598 cm³                                                      | 1598 cm³                                                                  | 1598 cm³                                                      | 1968 cm³                                                                      | 1968 cm³                                                                      | 1968 cm³                                                                      |
| Relación de compresión                         | 16.5:1                                                        | 16.5:1                                                        | 16.5:1                                                                    | 16.5:1                                                        | 16.5:1                                                                        | 16.5:1                                                                        | 15.8:1                                                                        |
| Potencia máxima @ rpm:                         | 90 CV (66 kilovatios) @ 2750-4800                             | 105 CV (77 kilovatios) @ 3000-4000                            | 110 CV (81 kilovatios) @ 3200-4000                                        | 115 CV (85 kilovatios) @ 3250-4000                            | 150 CV (110 kilovatios) @ 3500-4000                                           | 150 CV (110 kilovatios) @ 3500-4000                                           | 184 CV (135 kilovatios) @ 3500-4000                                           |
| Par máximo @ rpm:                              | 230 Nm @ 1400-2700                                            | 250 Nm @ 1500-2750                                            | 250 Nm @ 1500-3000                                                        | 250 Nm @ 1500-3200                                            | 320 Nm @ 1750-3000                                                            | 340 Nm @ 1750-3000                                                            | 380 Nm @ 1750-3250                                                            |
| Tracción                                       | Delantera                                                     | Delantera / Total (4Motion)                                   | Delantera / Total (4Motion)                                               | Delantera                                                     | Delantera / Total (4Motion)                                                   | Delantera / Total (4Motion)                                                   | Delantera                                                                     |
| Transmisión                                    | Manual, 5 velocidades                                         | Manual, 5 velocidades / Automática, 7 velocidades             | Manual, 5 velocidades / Manual, 6 velocidades / Automática, 7 velocidades | Manual, 5 velocidades                                         | Manual, 6 velocidades / Automática, 6 velocidades / Automática, 7 velocidades | Manual, 6 velocidades / Automática, 6 velocidades / Automática, 7 velocidades | Manual, 6 velocidades / Automática, 6 velocidades / Automática, 7 velocidades |
| Peso                                           | 1280 kg (2822 libras)                                         | 1295 kg (2855 libras)-1410 kg (3109 libras)                   | 1265 kg (2789 libras)-1395 kg (3075 libras)                               | 1300 kg (2866 libras)-1395 kg (3075 libras)                   | 1354 kg (2985 libras)-1449 kg (3195 libras)                                   | 1354 kg (2985 libras)-1449 kg (3195 libras)                                   | 1377 kg (3036 libras)-1395 kg (3075 libras)                                   |
| Aceleración de 0–100 km/h (62 millas por hora) | 11.9 s                                                        | 10.5-11.7 s                                                   | 10.5-11.0 s                                                               | 10.2 s                                                        | 8.6 s                                                                         | 8.6 s                                                                         | 7.5 s                                                                         |
| Velocidad máxima                               | 185 km/h (115 millas por hora)                                | 187 km/h (116 millas por hora)-192 km/h (119 millas por hora) | 195-200 km/h (124 millas por hora)                                        | 198 km/h (123 millas por hora)                                | 216 km/h (134 millas por hora)                                                | 216 km/h (134 millas por hora)                                                | 228 km/h (142 millas por hora)-230 km/h (143 millas por hora)                 |
| Consumo combinado (L/100 km)                   | 3.8                                                           | 3.8-4.5                                                       | 3.2-3.9                                                                   | 4.1-4.2                                                       | 4.1-4.7                                                                       | 4.1-4.7                                                                       | 4.2-4.5                                                                       |

### Versiones

#### Gasolina (TSI) y Diésel (TDI)
- Golf Trendline (Edition)
- Golf Comfortline (Advance)
- Golf Highline (Sport)
- Golf GTD
- Golf GTI
- Golf GTI "Performance"
- Golf GTI TCR
- Golf R

#### Motorización Híbrida
- Golf GTE

#### Motorización Eléctrica
- e-Golf

#### Ediciones Limitadas
- Golf CUP

#### Autos Concepto
- Design Vision GTI

### Galería de imágenes

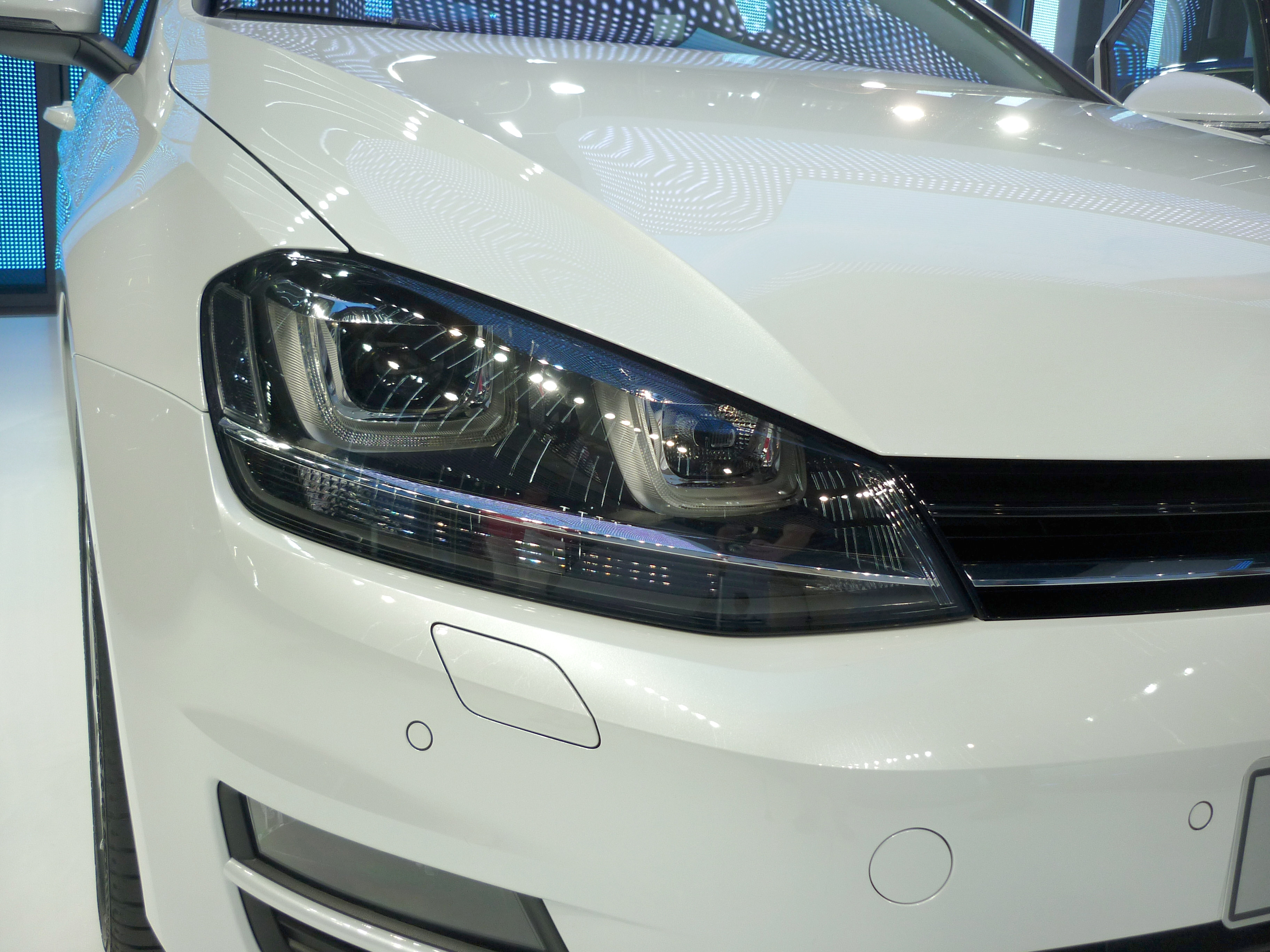
Detalle de la luz de Xenón.
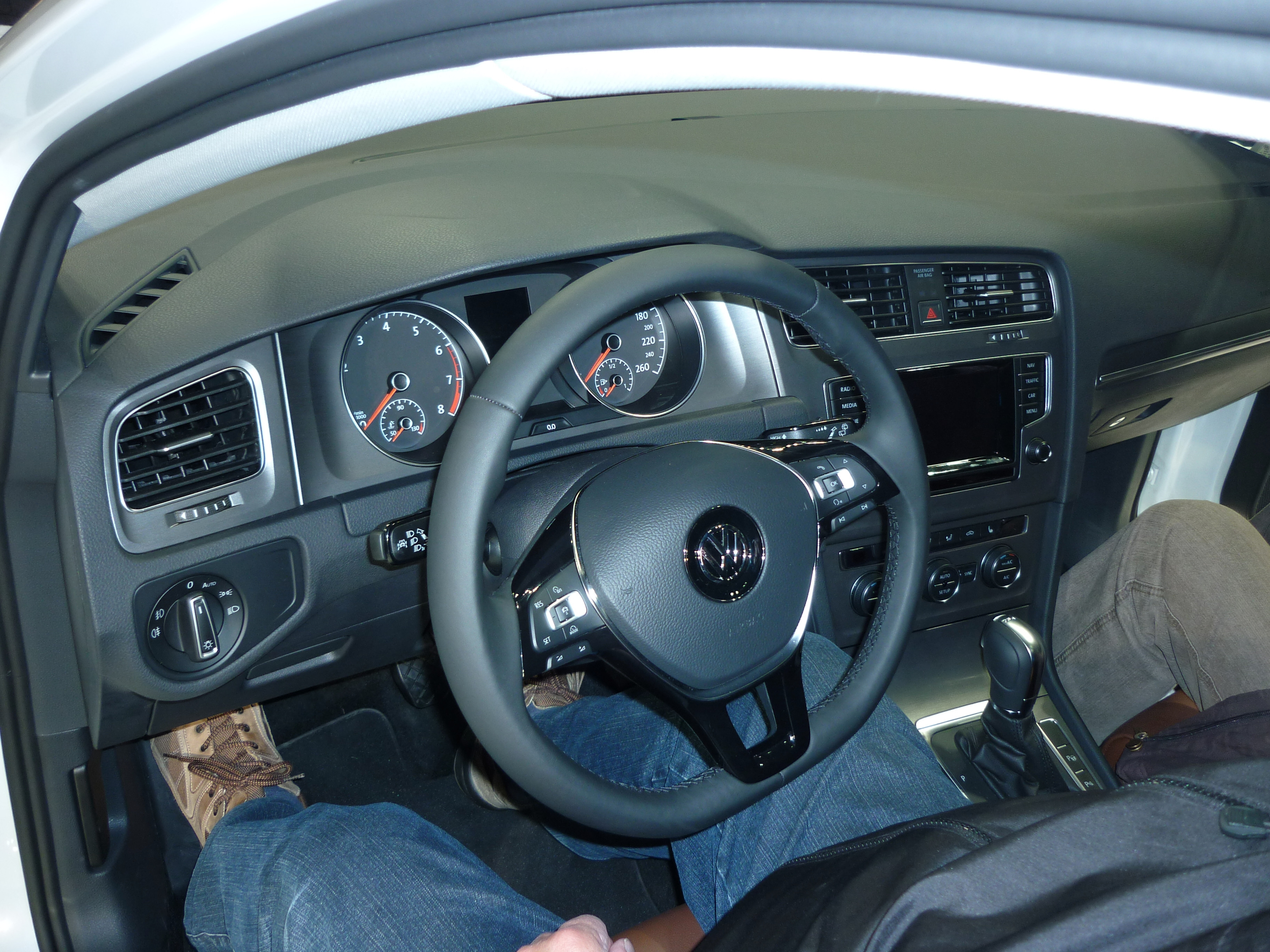
Tablero de instrumentos.
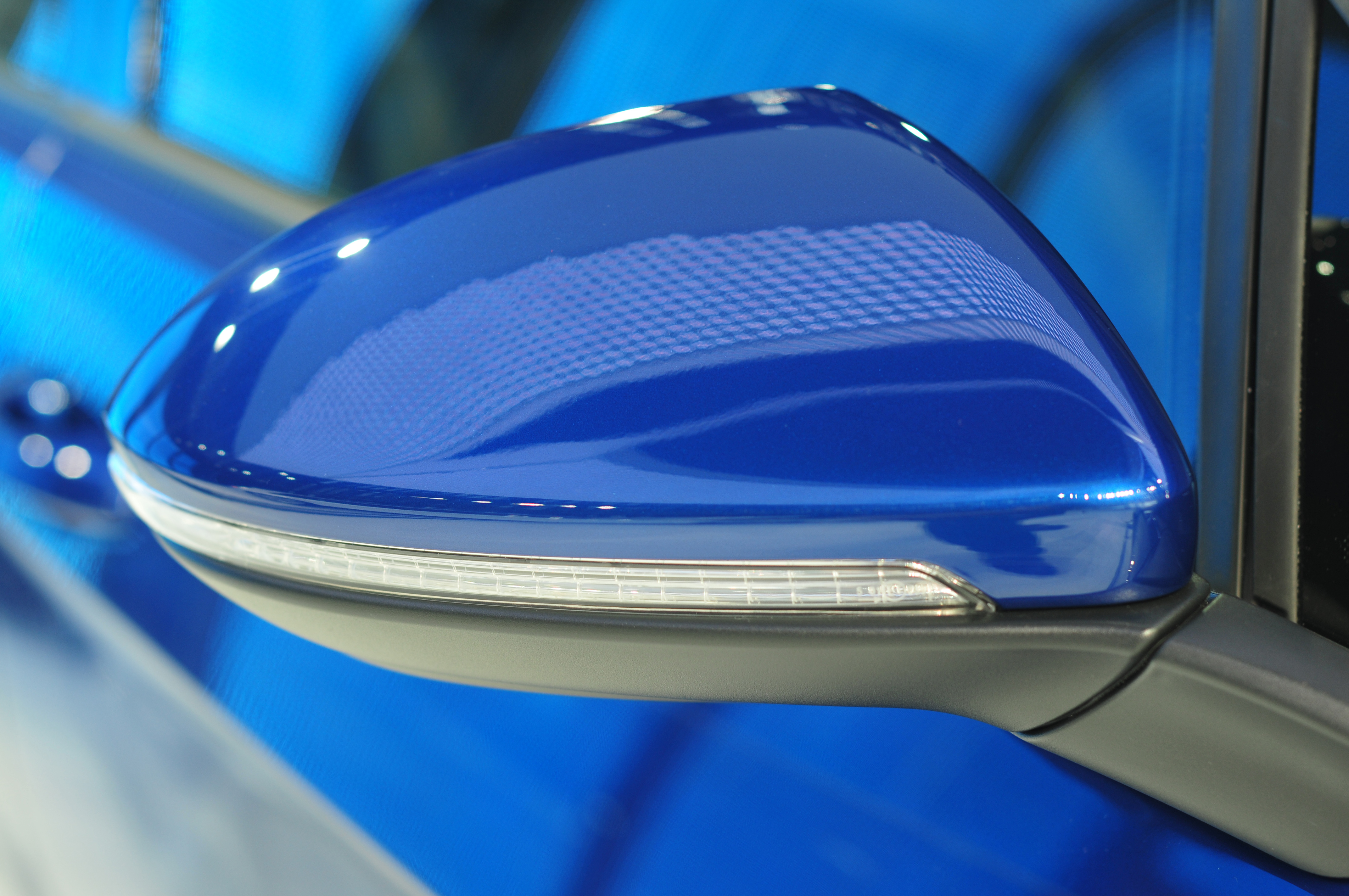
Espejo retrovisor exterior.
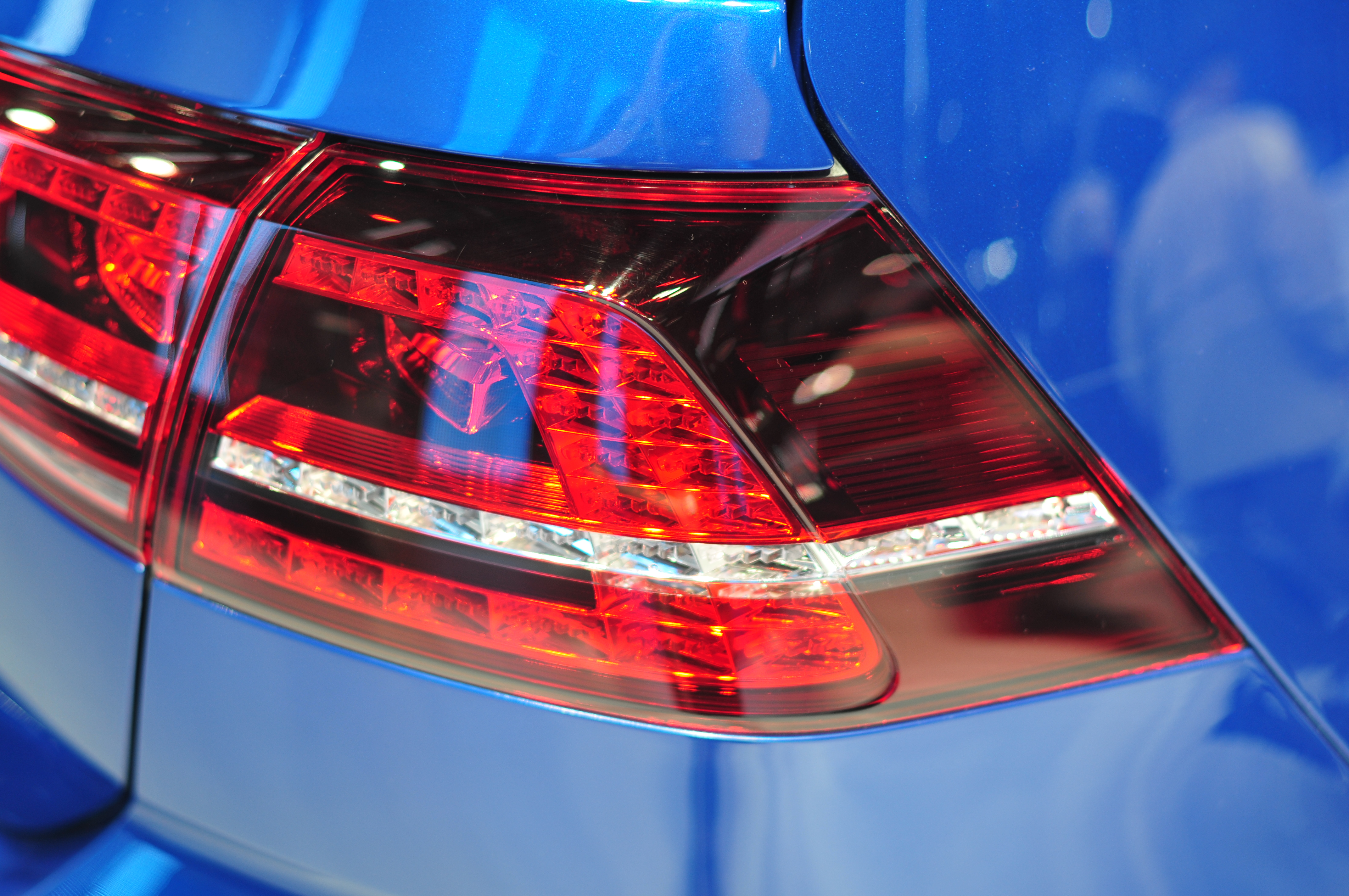
Luz trasera.
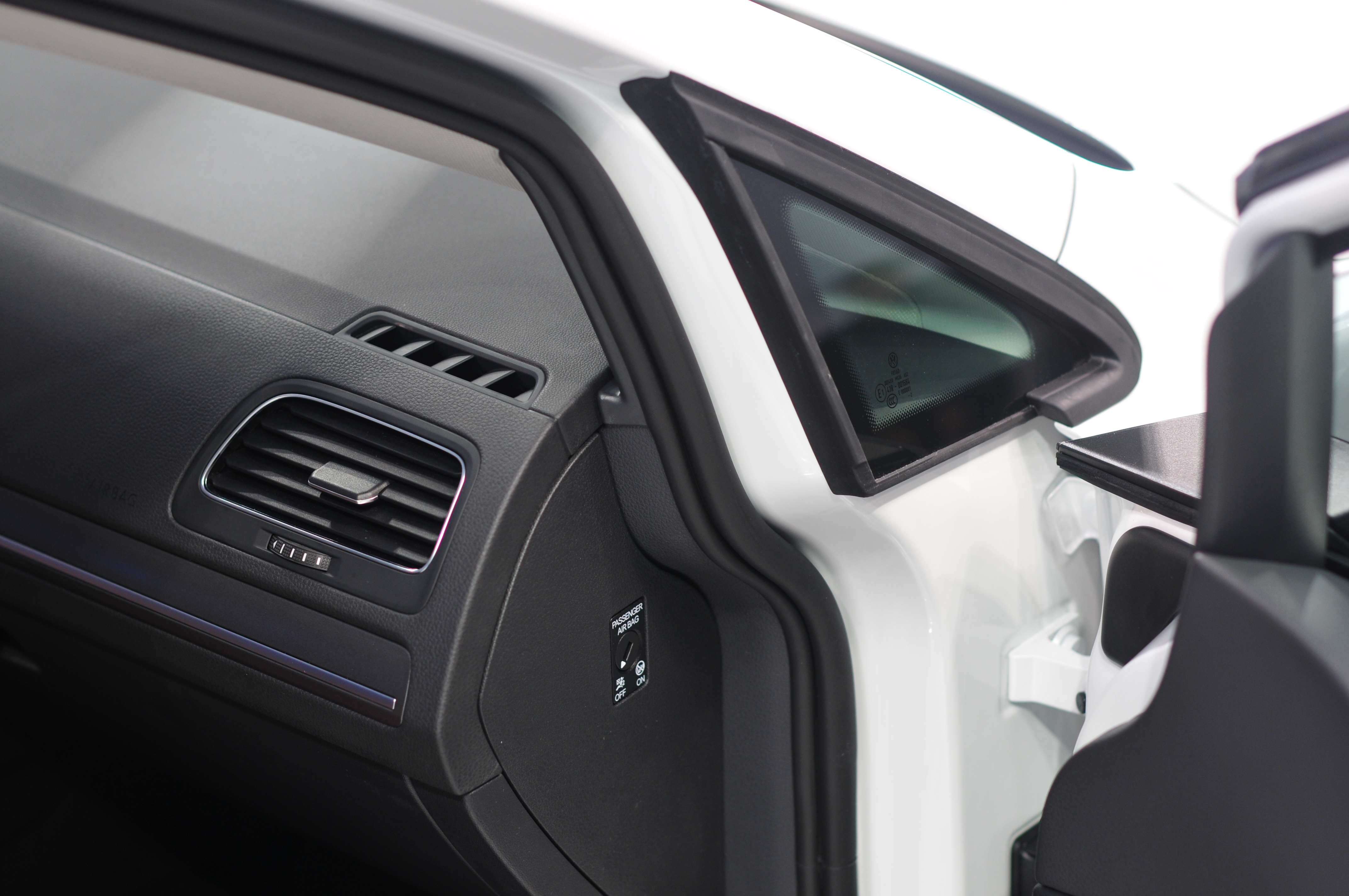
Detalle del interior.
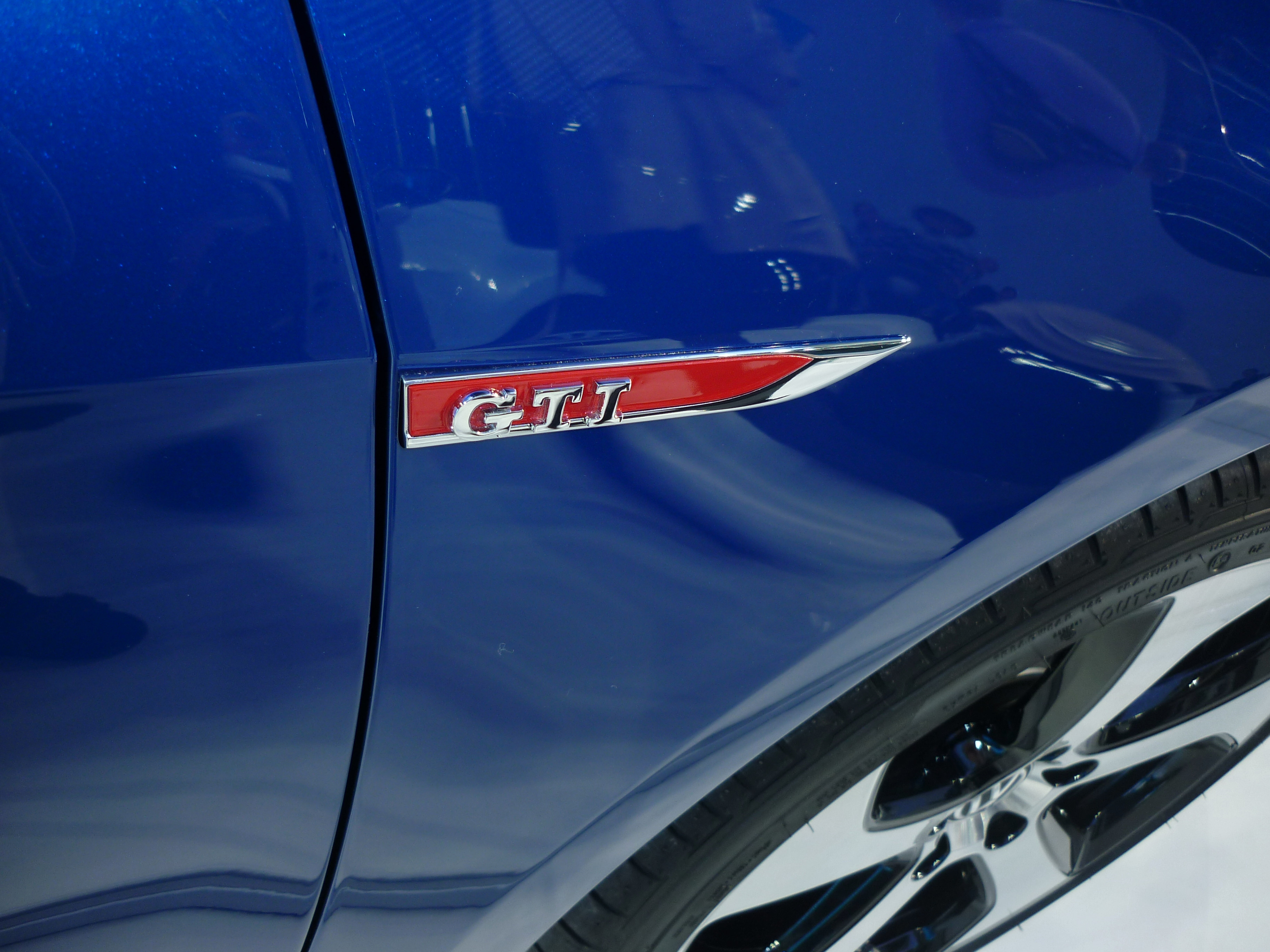
Emblema lateral del Volkswagen Golf GTI Concept.
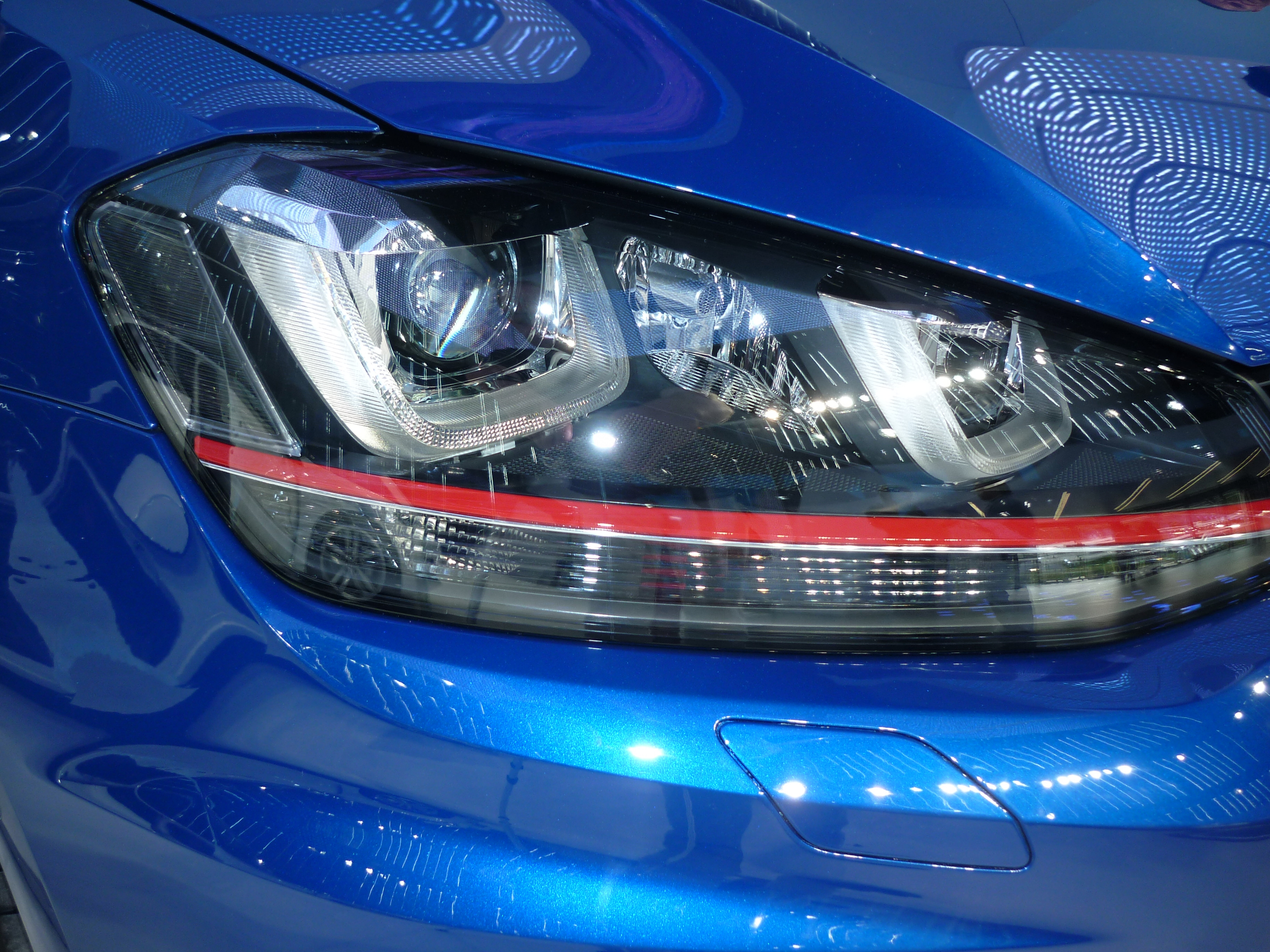
Luz de Xenón del Volkswagen Golf GTI Concept.
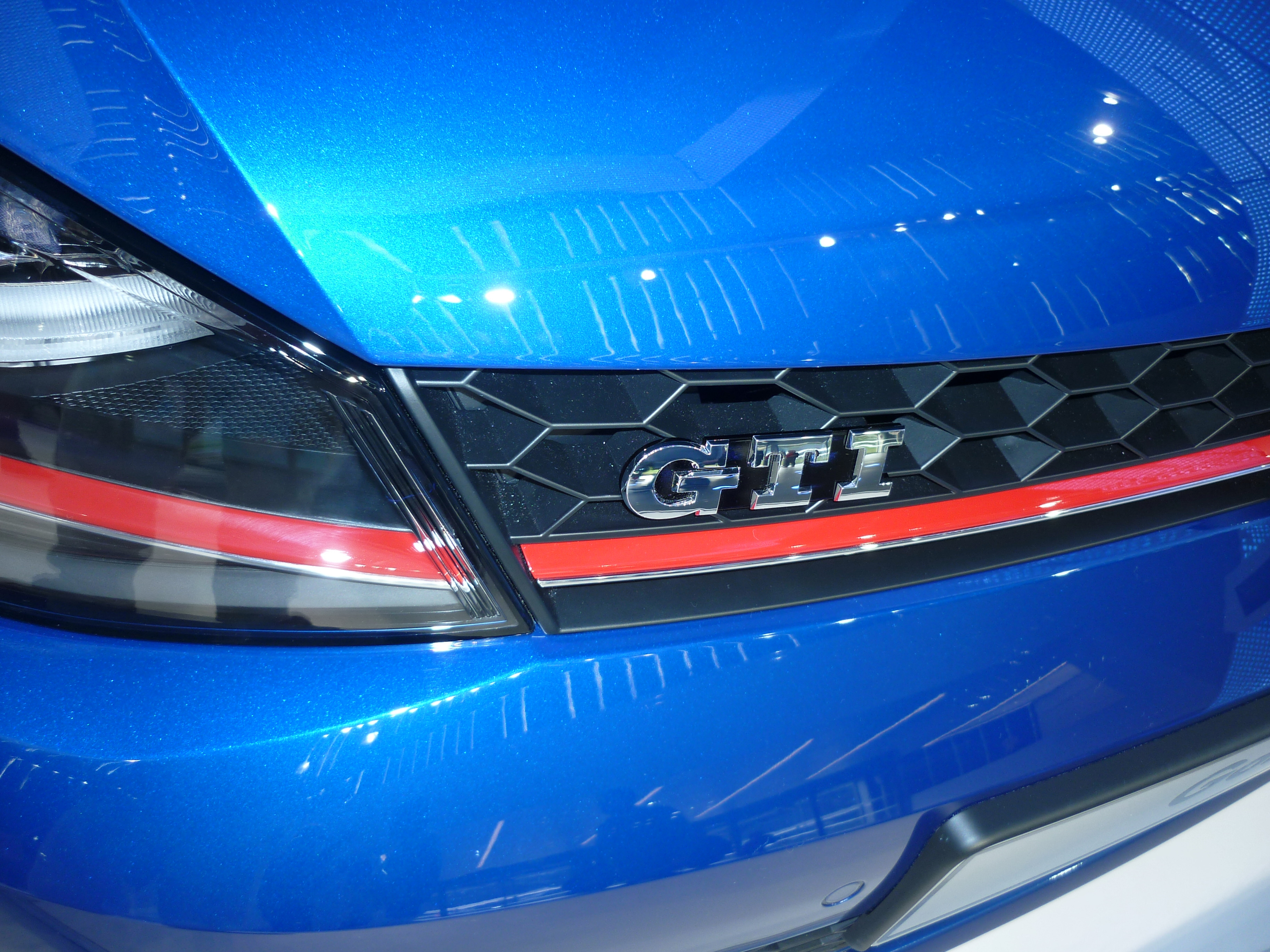
Emblema frontal del Volkswagen Golf GTI Concept.
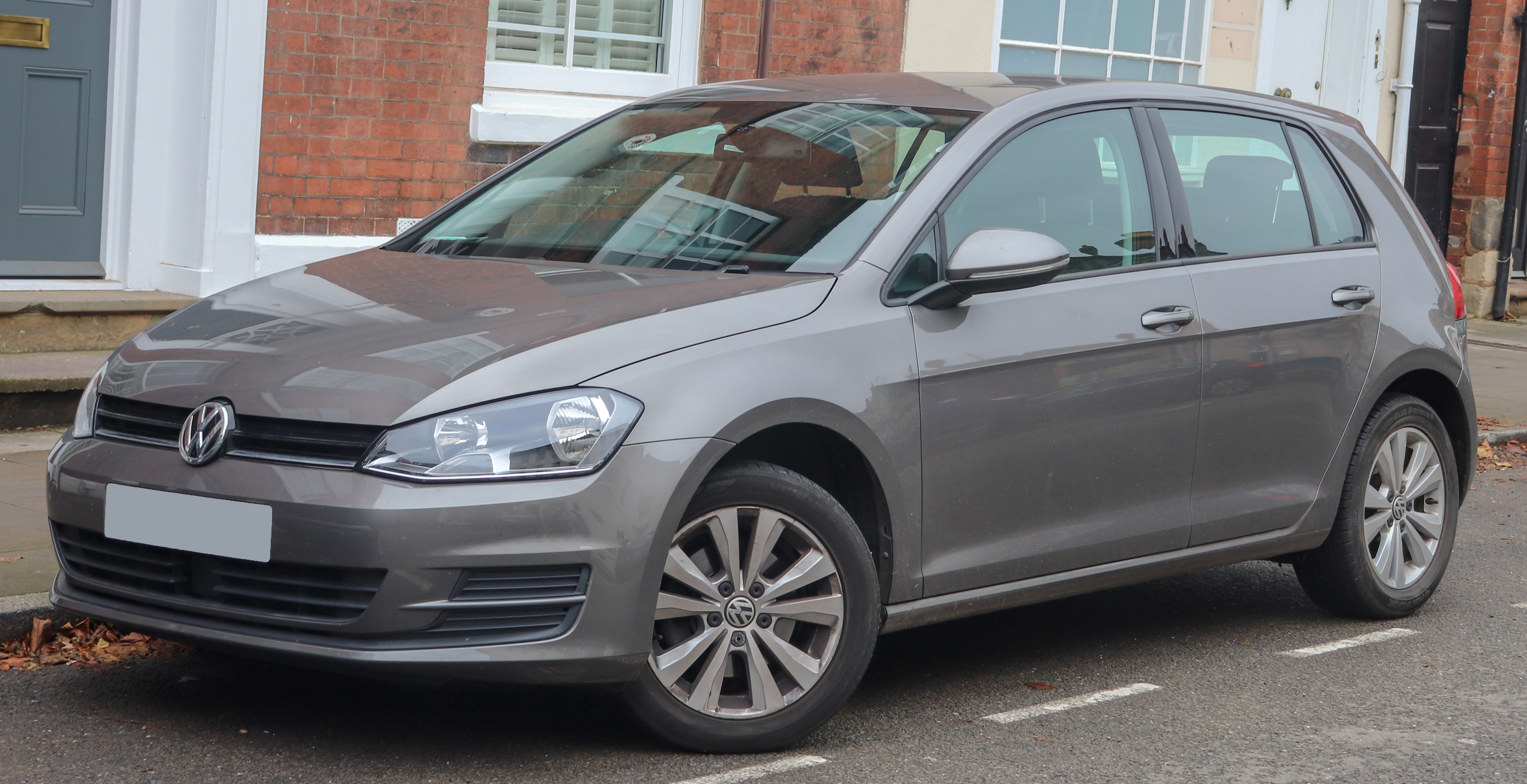
Volkswagen Golf SE
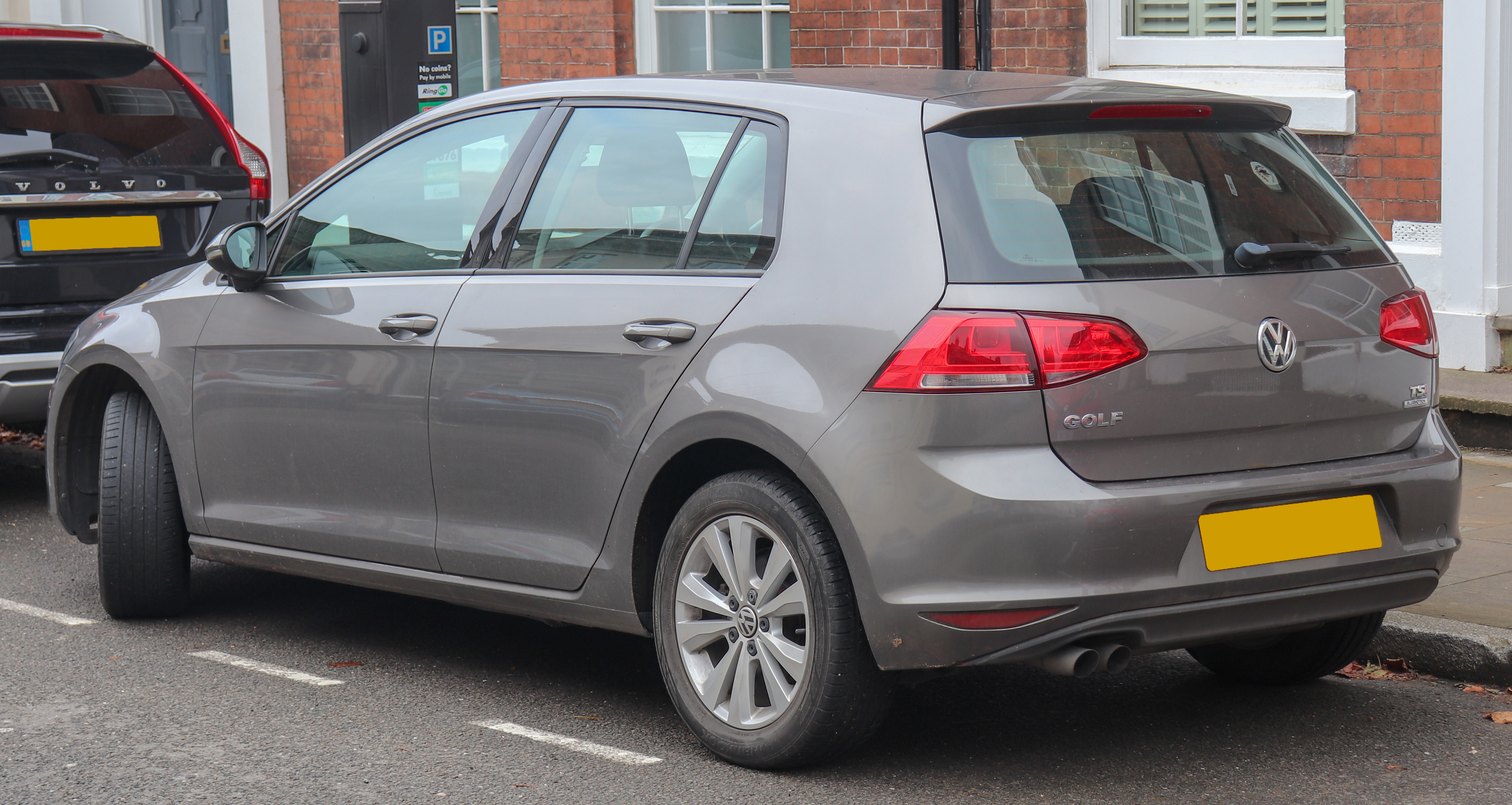
Volkswagen Golf SE
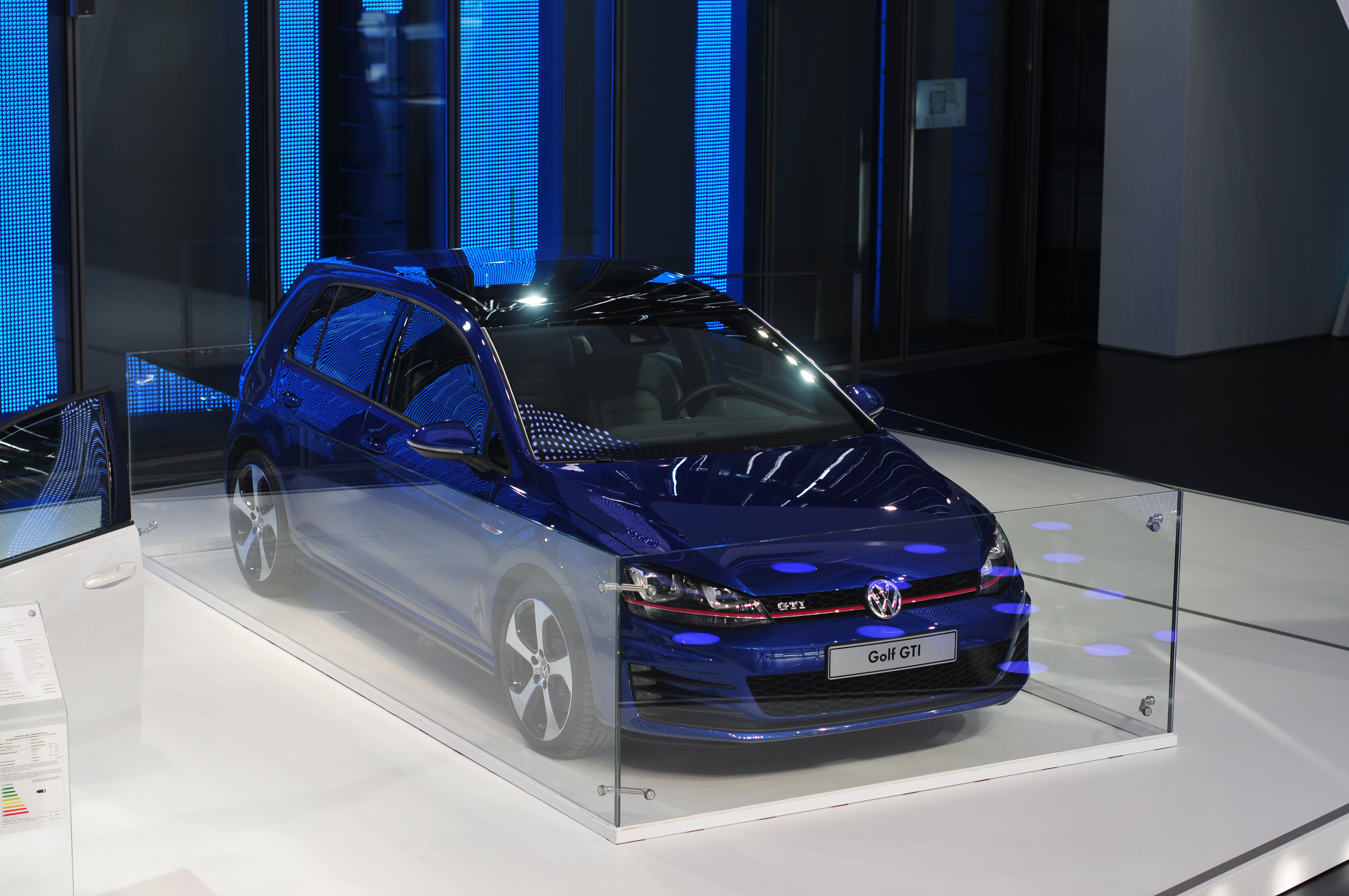
Volkswagen Golf GTI Concept.
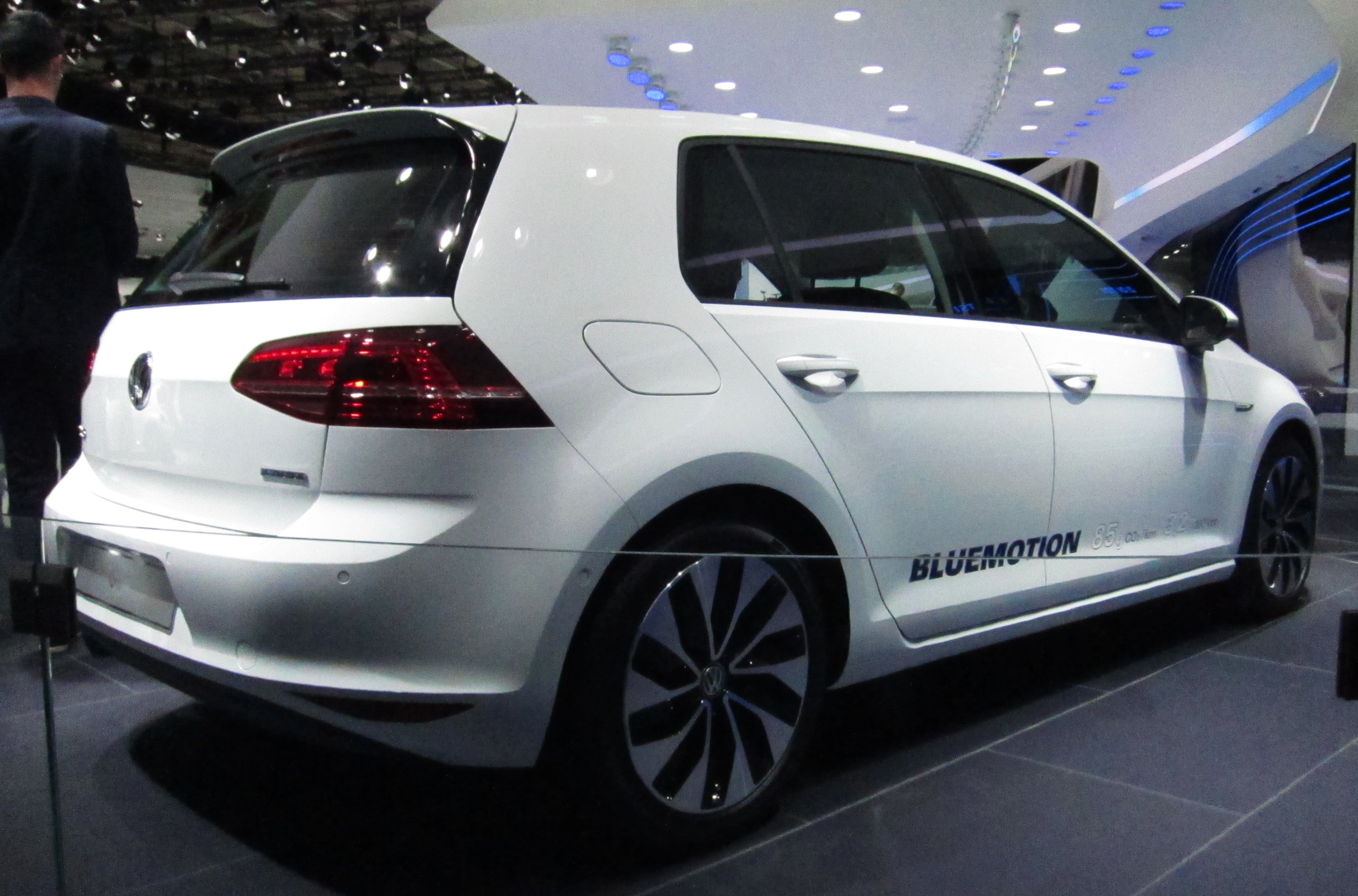
Volkswagen Golf BlueMotion Concept.
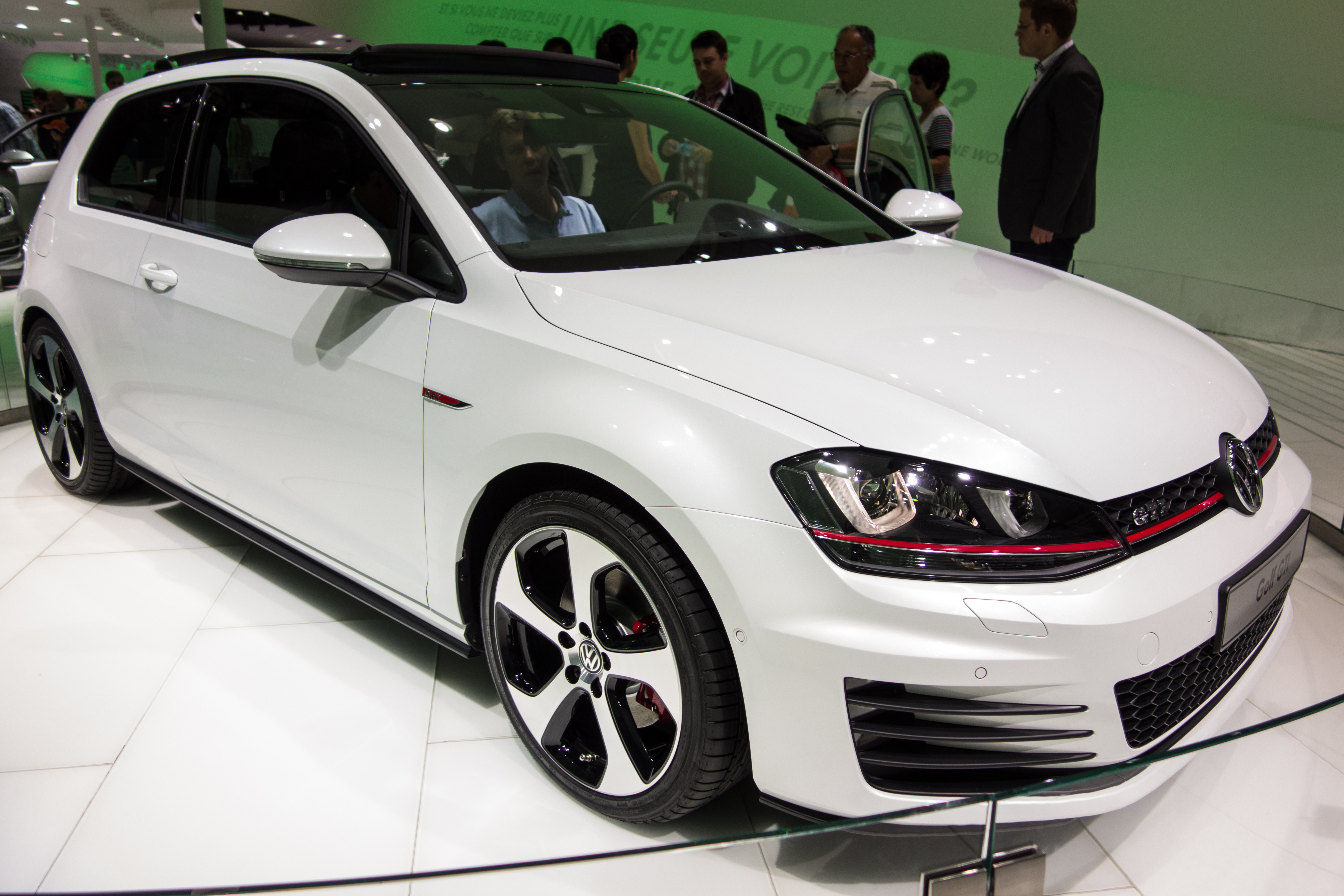
Volkswagen Golf GTI Concept.
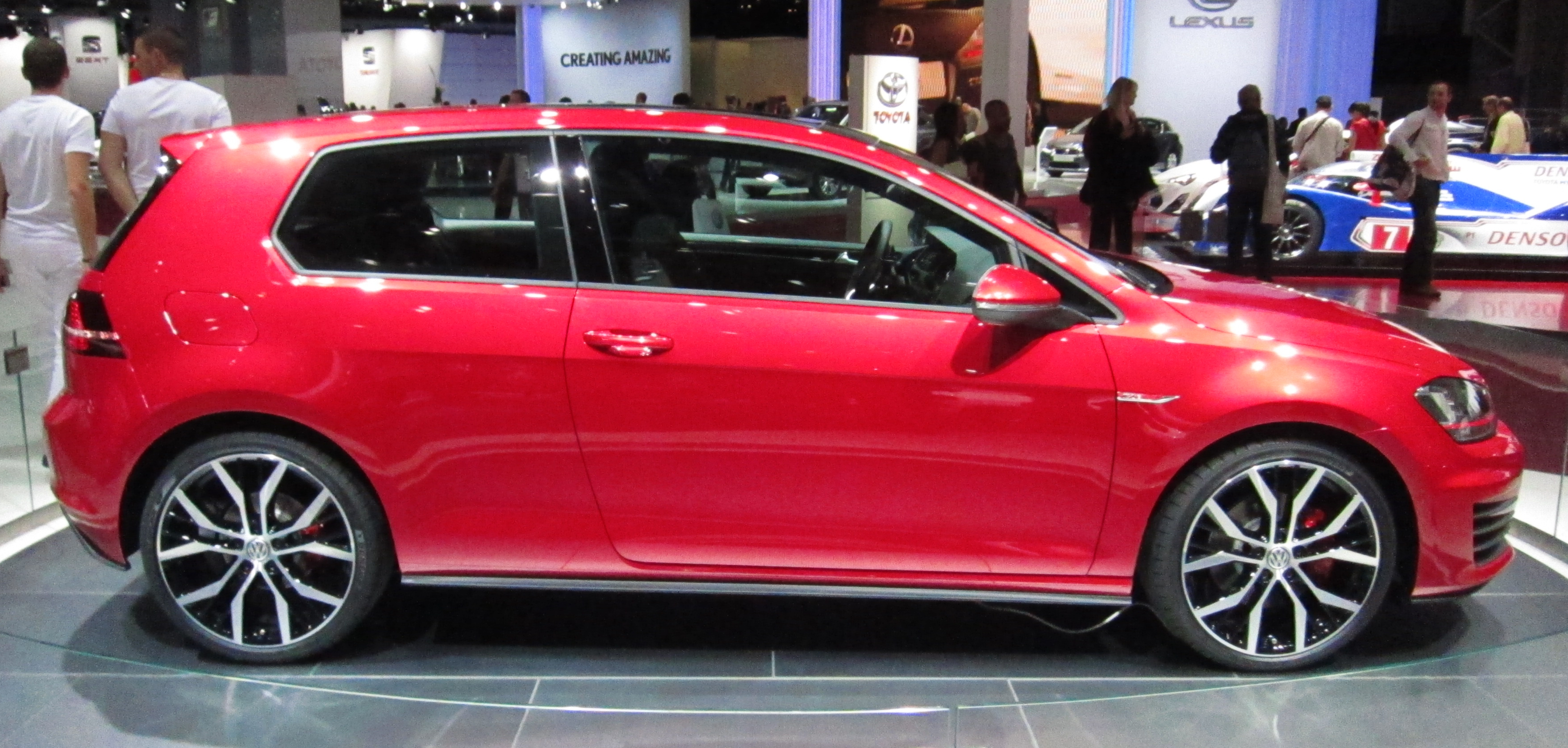
Volkswagen Golf GTI Concept.
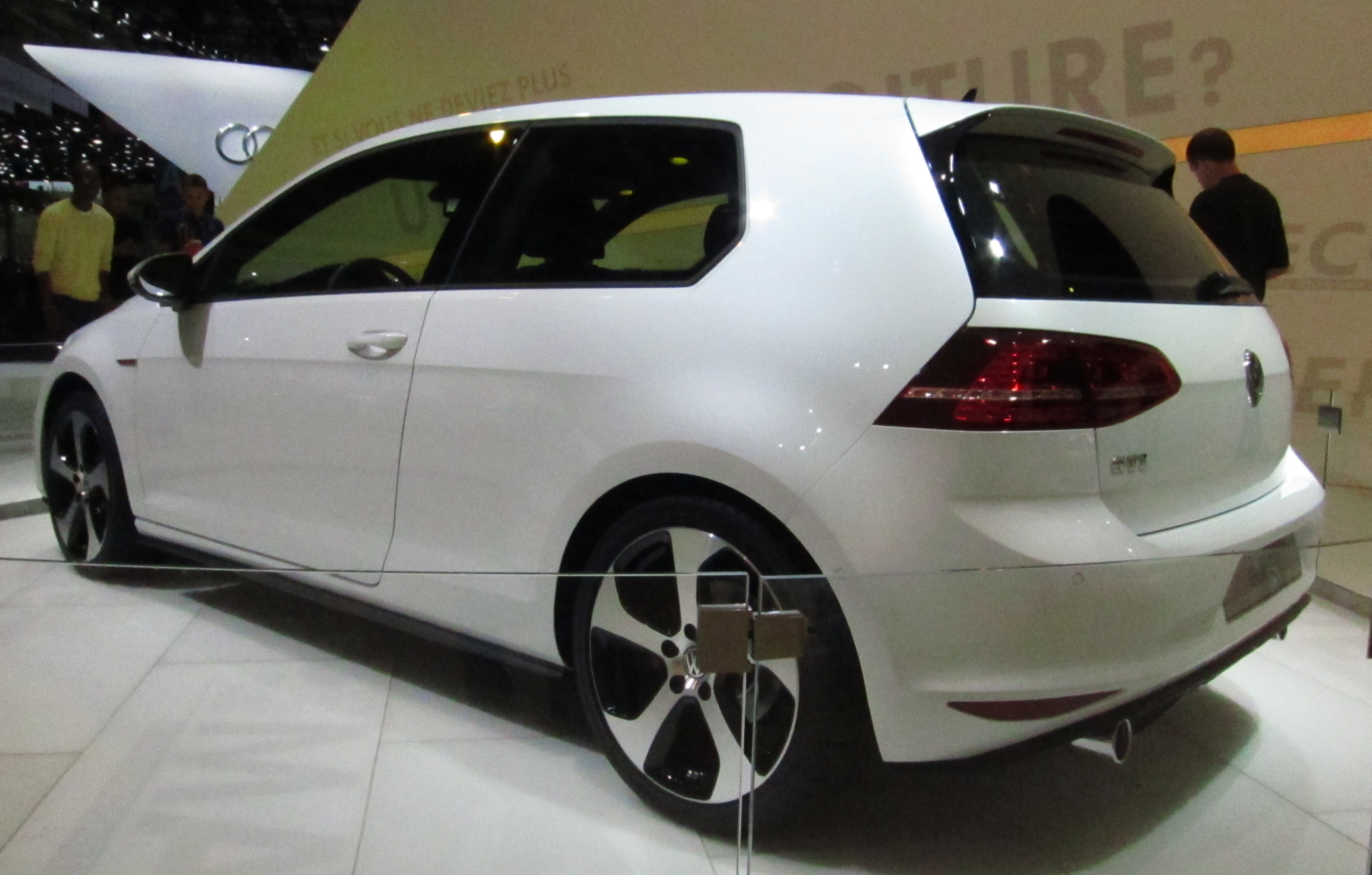
Volkswagen Golf GTI Concept.
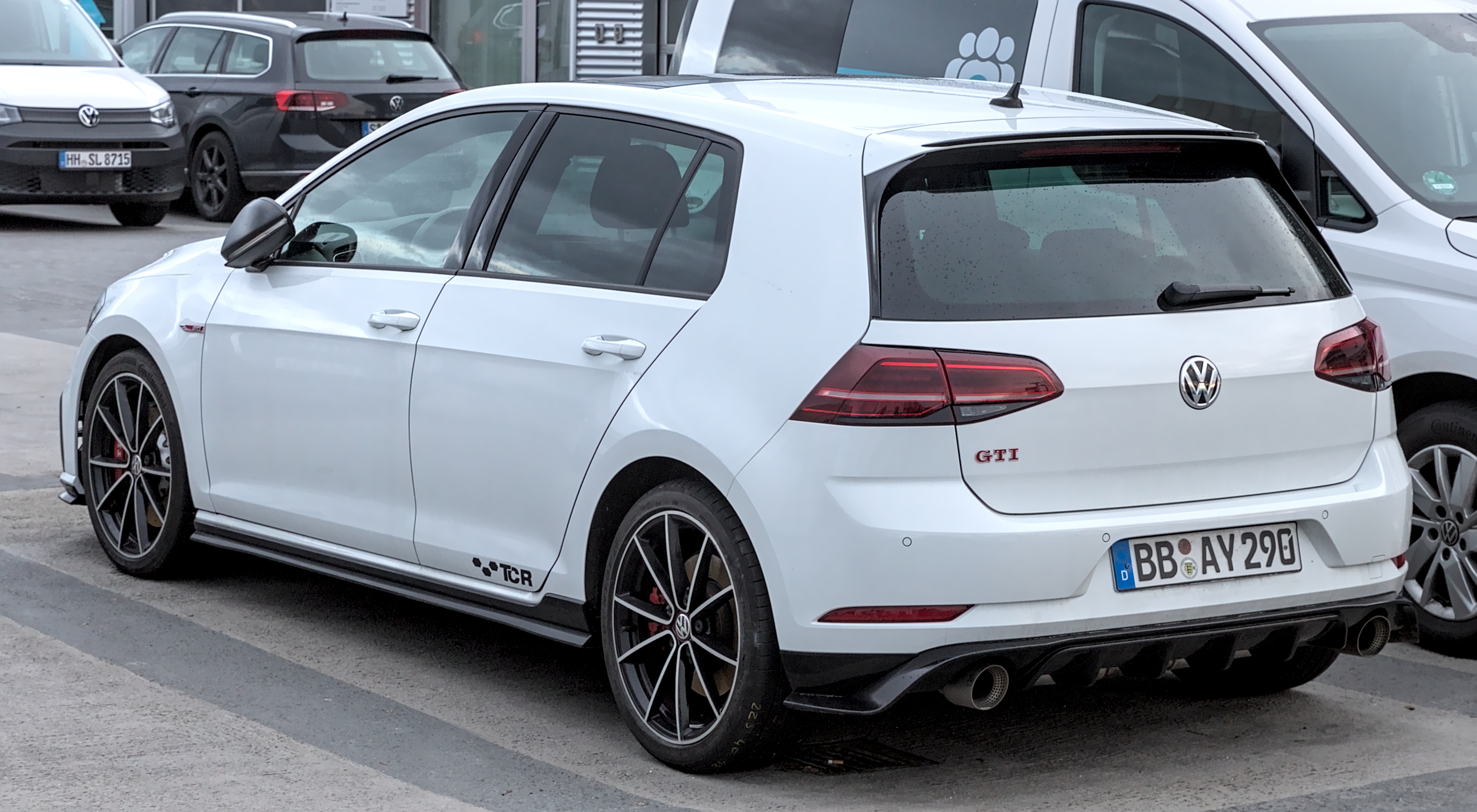
Volkswagen Golf GTI TCR.

### Seguridad
El Volkswagen Golf 7 realizó las pruebas de choque de la EuroNCAP en el año 2012, y consiguió una calificación total de 5 estrellas.

## Reconocimientos principales
- Coche del Año en Europa 2013.
- Auto Mundial del Año 2013.
- Auto del Año en Japón (título global) 2013.
- Auto del Año Importado en Japón 2013-2014.
- What Car? - Best Estate Car (Gran Bretaña)
- Auto del Año de la revista australiana "Wheels".
- Auto del Año de la publicación Cars Guide (Australia).